# Nordholländska kanalen
Nordholländska kanalen ("Noord-Hollandsche Kanaal") är en kanal i provinsen Noord-Holland mellan Amsterdam och Helder.
Kanalen är 78 kilometer lång, 30-40 meter bred och 6-7 meter djup. Nordholländska kanalen byggdes 1819-25 för att undvika den igensandade Zuiderzee. Den används numera främst för lokal trafik.